# Liste der Grade-II*-Bauwerke in Nottinghamshire
Die Liste der Grade-II*-Bauwerke in Nottinghamshire nennt diejenigen der rund 20.000 als Grade II* eingestuften Bauwerke in England, die in der Grafschaft Nottinghamshire liegen.  In Nottinghamshire befinden sich 171 als Grade II* eingestufte Bauwerke.

Nottinghamshire innerhalb Englands

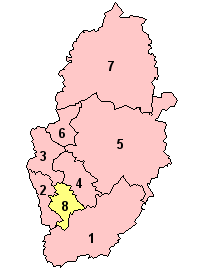
1. Rushcliffe
2. Broxtowe
3. Ashfield
4. Gedling
5. Newark and Sherwood
6. Mansfield
7. Bassetlaw
8. Nottingham

| Nr.  | Gebäude                                                                             | Stadt oder Ort                    | Borough oder District |
| ---- | ----------------------------------------------------------------------------------- | --------------------------------- | --------------------- |
| 001. | 25, Grove Street                                                                    | East Retford                      | Bassetlaw             |
| 002. | 27 and 28, Market Place                                                             | Newark                            | Newark and Sherwood   |
| 003. | 35, Hallams Lane                                                                    | Attenborough and Chilwell         | Broxtowe              |
| 004. | 40 and 41, Market Place                                                             | Newark                            | Newark and Sherwood   |
| 005. | 43, Market Place                                                                    | Newark                            | Newark and Sherwood   |
| 006. | Amcott House                                                                        | East Retford                      | Bassetlaw             |
| 007. | Arch                                                                                | Styrrup with Oldcotes             | Bassetlaw             |
| 008. | Averham Park House                                                                  | Averham                           | Newark and Sherwood   |
| 009. | Barn and Attached Range of Farm Buildings at Manor Farm                             | Askham                            | Bassetlaw             |
| 010. | Beauvale House Service Wing and Stables and Garden Wall                             | Greasley                          | Broxtowe              |
| 011. | Beauvale Priory Church and attached Prior’s Lodgings                                | Greasley                          | Broxtowe              |
| 012. | Bennerley Viaduct                                                                   | Awsworth                          | Broxtowe              |
| 013. | Bestwood Lodge Hotel and Terrace Wall                                               | Bestwood St. Albans               | Gedling               |
| 014. | Bestwood Pumping Station                                                            | Bestwood Pumping Station          | Gedling               |
| 015. | Boatswain’s Monument 30 Metres North East of Newstead Abbey                         | Newstead Abbey                    | Gedling               |
| 016. | Brewhouse, Crewyard and Mill Barn at Hall Farmhouse                                 | Linby                             | Gedling               |
| 017. | Carlton Hall                                                                        | Carlton-on-Trent                  | Newark and Sherwood   |
| 018. | Castle Farm with Attached Farmyard Wall and Outbuildings                            | Worksop                           | Bassetlaw             |
| 019. | Cavendish Monument and Attached Railings                                            | Portland                          | Mansfield             |
| 020. | Church of All Saints                                                                | Annesley                          | Ashfield              |
| 021. | Church of All Saints                                                                | Beckingham                        | Bassetlaw             |
| 022. | Church of All Saints                                                                | South Leverton                    | Bassetlaw             |
| 023. | Church of All Saints                                                                | Elston                            | Newark and Sherwood   |
| 024. | Church of All Saints                                                                | Thrumpton                         | Rushcliffe            |
| 025. | Church of All Saints                                                                | Coddington                        | Newark and Sherwood   |
| 026. | Church of Holy Trinity                                                              | Kirton                            | Newark and Sherwood   |
| 027. | Church of Holy Trinity and Boundary Wall                                            | Everton                           | Bassetlaw             |
| 028. | Church of St Andrew                                                                 | Eakring                           | Newark and Sherwood   |
| 029. | Church of St Anne                                                                   | Sutton Bonington                  | Rushcliffe            |
| 030. | Church of St Catherine                                                              | Cossall                           | Broxtowe              |
| 031. | Church of St Denis                                                                  | Fiskerton cum Morton              | Newark and Sherwood   |
| 032. | Church of St Edmund                                                                 | Walesby                           | Newark and Sherwood   |
| 033. | Church of St Edmund                                                                 | Woodhouse                         | Mansfield             |
| 034. | Church of St George                                                                 | North Clifton                     | Newark and Sherwood   |
| 035. | Church of St Giles                                                                  | Carburton                         | Bassetlaw             |
| 036. | Church of St Giles                                                                  | Darlton                           | Bassetlaw             |
| 037. | Church of St Giles                                                                  | Edingley                          | Newark and Sherwood   |
| 038. | Church of St Helen                                                                  | Selston                           | Ashfield              |
| 039. | Church of St Helen                                                                  | Stapleford                        | Broxtowe              |
| 040. | Church of St Helen                                                                  | Trowell                           | Broxtowe              |
| 041. | Church of St Helen                                                                  | Thorney                           | Newark and Sherwood   |
| 042. | Church of St Helena                                                                 | West Leake                        | Rushcliffe            |
| 043. | Church of St James                                                                  | Haughton                          | Bassetlaw             |
| 044. | Church of St John                                                                   | Perlethorpe cum Budby             | Newark and Sherwood   |
| 045. | Church of St John of Beverley                                                       | Whatton-in-the-Vale               | Rushcliffe            |
| 046. | Church of St Leonard                                                                | Ragnall                           | Bassetlaw             |
| 047. | Church of St Luke                                                                   | Kinoulton                         | Rushcliffe            |
| 048. | Church of St Margaret                                                               | Owthorpe                          | Rushcliffe            |
| 049. | Church of St Mark and Attached Boundary Wall                                        | Portland                          | Mansfield             |
| 050. | Church of St Mary                                                                   | Carlton-on-Trent                  | Newark and Sherwood   |
| 051. | Church of St Mary                                                                   | Staunton                          | Newark and Sherwood   |
| 052. | Church of St Mary                                                                   | Shelton                           | Rushcliffe            |
| 053. | Church of St Mary                                                                   | Redhill                           | Gedling               |
| 054. | Church of St Mary and All Saints                                                    | Hawksworth                        | Rushcliffe            |
| 055. | Church of St Mary Magdalene                                                         | Hucknall Central                  | Ashfield              |
| 056. | Church of St Mary Magdalene                                                         | St. Mary’s                        | Ashfield              |
| 057. | Church of St Mary of the Purification                                               | Blidworth                         | Newark and Sherwood   |
| 058. | Church of St Mary the Virgin with Boundary Walls and Gates                          | West Stockwith                    | Bassetlaw             |
| 059. | Church of St Matthew                                                                | Normanton on Trent                | Bassetlaw             |
| 060. | Church of St Michael                                                                | Linby                             | Gedling               |
| 061. | Church of St Michael                                                                | Cotham                            | Newark and Sherwood   |
| 062. | Church of St Michael                                                                | Sutton Bonington                  | Rushcliffe            |
| 063. | Church of St Michael the Archangel                                                  | East Retford                      | Bassetlaw             |
| 064. | Church of St Nicholas                                                               | Askham                            | Bassetlaw             |
| 065. | Church of St Nicholas                                                               | Hockerton                         | Newark and Sherwood   |
| 066. | Church of St Oswald                                                                 | East Stoke                        | Newark and Sherwood   |
| 067. | Church of St Patrick                                                                | Nuthall                           | Broxtowe              |
| 068. | Church of St Paul                                                                   | West Drayton                      | Bassetlaw             |
| 069. | Church of St Paul                                                                   | Daybrook                          | Gedling               |
| 070. | Church of St Peter                                                                  | Stokeham                          | Bassetlaw             |
| 071. | Church of St Peter and St Paul                                                      | Gringley on the Hill              | Bassetlaw             |
| 072. | Church of St Peter and St Paul                                                      | Sturton Le Steeple                | Bassetlaw             |
| 073. | Church of St Peter and St Paul                                                      | Widmerpool                        | Rushcliffe            |
| 074. | Church of St Peter and St Paul                                                      | Wheatley                          | Bassetlaw             |
| 075. | Church of St Peter and St Paul                                                      | Shelford                          | Rushcliffe            |
| 076. | Church of St Swithin                                                                | Kirklington                       | Newark and Sherwood   |
| 077. | Church of St Swithin                                                                | Wellow                            | Newark and Sherwood   |
| 078. | Church of St Swithun                                                                | Woodborough                       | Gedling               |
| 079. | Church of St Wilfrid                                                                | Scrooby                           | Bassetlaw             |
| 080. | Church of St Wilfrid                                                                | Calverton                         | Gedling               |
| 081. | Church of the Holy Rood                                                             | Edwalton                          | Rushcliffe            |
| 082. | Club Room and Stables at Rear of Ossington Hotel                                    | Newark                            | Newark and Sherwood   |
| 083. | Clumber Bridge, Clumber Park                                                        | Clumber Park                      | Bassetlaw             |
| 084. | Clumber Cascade, Main Lake, Clumber Park                                            | Clumber Park                      | Bassetlaw             |
| 085. | Concrete Footbridge Across River Trent                                              | Newark                            | Newark and Sherwood   |
| 086. | Cranfield House and Adjoining Garden Walls                                          | Southwell                         | Newark and Sherwood   |
| 087. | Depository at Canal Wharf                                                           | Worksop                           | Bassetlaw             |
| 088. | Drayton Gate                                                                        | Clumber Park                      | Bassetlaw             |
| 089. | East Stable at Shireoaks Hall.                                                      | Shireoaks Hall                    | Bassetlaw             |
| 090. | Elston Towers                                                                       | Elston                            | Newark and Sherwood   |
| 091. | Emmanuel Church                                                                     | Bestwood St. Albans               | Gedling               |
| 092. | Engine House, Boiler House and Workshop at Papplewick Pumping Station               | Papplewick Pumping Station        | Gedling               |
| 093. | Former Magnus School and Adjoining Headmaster’s House and English School            | Newark                            | Newark and Sherwood   |
| 094. | Former White Hart Hotel                                                             | Newark                            | Newark and Sherwood   |
| 095. | Gate Piers and Flanking Walls to Normanton Gate                                     | Clumber and Hardwick              | Bassetlaw             |
| 096. | Gateford Hall                                                                       | Worksop                           | Bassetlaw             |
| 097. | Gateway and Flanking Walls at Minster Churchyard                                    | Southwell                         | Newark and Sherwood   |
| 098. | Gazebo and garden wall at Kelham Hall                                               | Kelham                            | Newark and Sherwood   |
| 099. | Gothic Summerhouse at Number 9 the Yews                                             | Nuthall                           | Broxtowe              |
| 100. | Greek Garden Temple                                                                 | Clumber Park                      | Bassetlaw             |
| 101. | Greet House                                                                         | Thurgarton Hundred Workhouse      | Newark and Sherwood   |
| 102. | Halloughton Manor Farm House                                                        | Halloughton                       | Newark and Sherwood   |
| 103. | Innisdoon and Attached Garden Wall and Gate Piers                                   | Woodlands                         | Mansfield             |
| 104. | Ivy Cottage and Adjoining Walls                                                     | Bunny                             | Rushcliffe            |
| 105. | Kiln Warehouse                                                                      | Newark                            | Newark and Sherwood   |
| 106. | Langar House                                                                        | Langar cum Barnstone              | Rushcliffe            |
| 107. | Langford Hall                                                                       | Langford                          | Newark and Sherwood   |
| 108. | Langford Old Hall                                                                   | Langford                          | Newark and Sherwood   |
| 109. | Martin Forster House                                                                | Newark                            | Newark and Sherwood   |
| 110. | Moorhouse Chapel                                                                    | Laxton and Moorhouse              | Newark and Sherwood   |
| 111. | North Engine House, Walkway and Cut Waters                                          | Misterton                         | Bassetlaw             |
| 112. | North Leverton Windmill                                                             | North Leverton with Habblesthorpe | Bassetlaw             |
| 113. | Norwood Park and the West Wing                                                      | Southwell                         | Newark and Sherwood   |
| 114. | Old Hall Farm House                                                                 | Kneesall                          | Newark and Sherwood   |
| 115. | Old School Incorporating Schoolhouse and Almshouses                                 | Bunny                             | Rushcliffe            |
| 116. | Ollerton Hall                                                                       | Ollerton and Boughton             | Newark and Sherwood   |
| 117. | Orangery, Fountain and Garden Wall at Rufford Abbey                                 | Rufford Abbey                     | Newark and Sherwood   |
| 118. | Osberton Hall                                                                       | Worksop                           | Bassetlaw             |
| 119. | Ossington Hotel and Adjoining Garden Walls and Summerhouse                          | Newark                            | Newark and Sherwood   |
| 120. | Pair of Lodges Flanking North Drive                                                 | Welbeck Abbey                     | Bassetlaw             |
| 121. | Pair of Lodges Flanking the Entrance to Glass Court Drive, Tunnel Entrance and Wall | Welbeck Abbey                     | Bassetlaw             |
| 122. | Pair of Lodges Flanking the South Drive                                             | Welbeck Abbey                     | Bassetlaw             |
| 123. | Parish Church of All Hallows                                                        | East Retford                      | Bassetlaw             |
| 124. | Parish Church of St Swithun                                                         | East Retford                      | Bassetlaw             |
| 125. | Ranby Hall                                                                          | Babworth                          | Bassetlaw             |
| 126. | Retford War Memorial                                                                | East Retford                      | Bassetlaw             |
| 127. | Riding School                                                                       | Welbeck Abbey                     | Bassetlaw             |
| 128. | Roman Catholic Church of the Good Shepherd                                          | Woodthorpe                        | Gedling               |
| 129. | Roman Garden Temple                                                                 | Clumber Park                      | Bassetlaw             |
| 130. | Saracen’s Head Hotel                                                                | Southwell                         | Newark and Sherwood   |
| 131. | Shalem House the Friary 1 to 4                                                      | Newark                            | Newark and Sherwood   |
| 132. | Shelford Manor House and Attached Wall and Pier                                     | Shelford                          | Rushcliffe            |
| 133. | Shireoaks Hall                                                                      | Shireoaks Hall                    | Bassetlaw             |
| 134. | Sloswick’s Hospital Almshouses                                                      | East Retford                      | Bassetlaw             |
| 135. | South Engine House and Boundary Wall                                                | Misterton                         | Bassetlaw             |
| 136. | St Peter’s House                                                                    | Portland                          | Mansfield             |
| 137. | Stanford Hall                                                                       | Stanford Hall                     | Rushcliffe            |
| 138. | Staunton Hall and Service Wing                                                      | Staunton                          | Newark and Sherwood   |
| 139. | Sundial 150 Metres South of Thoresby Hall                                           | Thoresby Park                     | Newark and Sherwood   |
| 140. | Sundial 50 Metres East of Church of Holy Rood                                       | Ossington                         | Newark and Sherwood   |
| 141. | Test Match Hotel                                                                    | Trent Bridge                      | Rushcliffe            |
| 142. | The Cannon Fort and Adjoining Dock                                                  | Newstead Abbey                    | Gedling               |
| 143. | The Gables                                                                          | South Muskham                     | Newark and Sherwood   |
| 144. | The Grotto                                                                          | Clumber Park                      | Bassetlaw             |
| 145. | The Hall                                                                            | Sutton Bonington                  | Rushcliffe            |
| 146. | The Manor House                                                                     | Costock                           | Rushcliffe            |
| 147. | The Manor House and Adjoining Terrace                                               | Bramcote                          | Broxtowe              |
| 148. | The Old Grammar School, Number 4, and Attached Wall, Gate and Steps                 | Tuxford                           | Bassetlaw             |
| 149. | The Old Hall                                                                        | Lowdham                           | Newark and Sherwood   |
| 150. | The Old Hall and Adjoining Old Hall Farm House                                      | Wheatley                          | Bassetlaw             |
| 151. | The Old House                                                                       | Bleasby                           | Newark and Sherwood   |
| 152. | The Old Meeting House                                                               | Woodlands                         | Mansfield             |
| 153. | The Old Ship Inn                                                                    | Worksop                           | Bassetlaw             |
| 154. | The Old Town Hall and Attached Piers and Railings                                   | Portland                          | Mansfield             |
| 155. | The Priory                                                                          | Woodhouse                         | Mansfield             |
| 156. | The Residence and Vicars Court and Adjoining Boundary Walls                         | Southwell                         | Newark and Sherwood   |
| 157. | The Thatched Cottage and boundary wall                                              | Collingham                        | Newark and Sherwood   |
| 158. | Thurgarton Priory                                                                   | Thurgarton                        | Newark and Sherwood   |
| 159. | Upton Hall                                                                          | Upton                             | Newark and Sherwood   |
| 160. | Wall and Gazebo at Holme Pierrepont Hall                                            | Holme Pierrepont Hall             | Rushcliffe            |
| 161. | Warsop Parish Centre                                                                | Warsop                            | Mansfield             |
| 162. | Waverley House                                                                      | Woodlands                         | Mansfield             |
| 163. | West Bridge over River Poulter                                                      | Elkesley                          | Bassetlaw             |
| 164. | West Stable and Attached Outbuildings at Shireoaks Hall                             | Shireoaks Hall                    | Bassetlaw             |
| 165. | Willoughby Almshouses and Adjoining Boundary Wall                                   | Cossall                           | Broxtowe              |
| 166. | Winding House and Headstocks at Bestwood Colliery                                   | Bestwood St. Albans               | Gedling               |
| 167. | Winthorpe Bridge Carrying Bypass over River Trent                                   | South Muskham                     | Newark and Sherwood   |
| 168. | Winthorpe Hall                                                                      | Winthorpe                         | Newark and Sherwood   |
| 169. | Wiverton Hall Including Service Range to Rear Left                                  | Wiverton Hall                     | Rushcliffe            |
| 170. | Woodborough Hall                                                                    | Woodborough                       | Gedling               |
| 171. | Worksop War Memorial and associated structures                                      | Worksop                           | Bassetlaw             |